# Skills in Pills
Skills in Pills – album studyjny niemiecko-szwedzkiego zespołu muzycznego Lindemann. Wydawnictwo ukazało się 23 czerwca 2015 roku nakładem wytwórni muzycznej Warner Music Group. Nagrania zostały zarejestrowane i wyprodukowane w należącym do Petera Tägtgrena Abyss Studio w Pärlby w Szwecji. Miksowanie zostało wykonane w Hometown Studios w Sztokholmie w Szwecji, a także w Abyss Studio. Mastering odbył się w Chartmakers Audio Mastering w Helsinkach w Finlandii. Natomiast postprodukcja odbyła się w Big Island Sound w Sztokholmie w Szwecji.
Premierę płyty poprzedził singel "Praise Abort", który trafił do sprzedaży 29 maja 2015 roku. Równolegle ukazał się również singel z remiksami – Praise Abort Remixes.

## Lista utworów
Opracowano na podstawie materiału źródłowego.
| Nr  | Tytuł utworu          | Słowa          | Muzyka         | Długość |
| --- | --------------------- | -------------- | -------------- | ------- |
| 1.  | „Skills In Pills”     | Till Lindemann | Peter Tägtgren | 4:13    |
| 2.  | „Ladyboy”             | Till Lindemann | Peter Tägtgren | 3:20    |
| 3.  | „Fat”                 | Till Lindemann | Peter Tägtgren | 4:12    |
| 4.  | „Fish On”             | Till Lindemann | Peter Tägtgren | 4:12    |
| 5.  | „Children Of The Sun” | Till Lindemann | Peter Tägtgren | 3:40    |
| 6.  | „Home Sweet Home”     | Till Lindemann | Peter Tägtgren | 3:45    |
| 7.  | „Cowboy”              | Till Lindemann | Peter Tägtgren | 3:11    |
| 8.  | „Golden Shower”       | Till Lindemann | Peter Tägtgren | 4:25    |
| 9.  | „Yukon”               | Till Lindemann | Peter Tägtgren | 4:44    |
| 10. | „Praise Abort”        | Till Lindemann | Peter Tägtgren | 4:44    |
|     |                       |                |                | 40:26   |

| Edycja rozszerzona | Edycja rozszerzona    | Edycja rozszerzona | Edycja rozszerzona             | Edycja rozszerzona |
| Nr                 | Tytuł utworu          | Słowa              | Muzyka                         | Długość            |
| ------------------ | --------------------- | ------------------ | ------------------------------ | ------------------ |
| 1.                 | „Skills In Pills”     | Till Lindemann     | Peter Tägtgren                 | 4:13               |
| 2.                 | „Ladyboy”             | Till Lindemann     | Peter Tägtgren                 | 3:20               |
| 3.                 | „Fat”                 | Till Lindemann     | Peter Tägtgren                 | 4:12               |
| 4.                 | „Fish On”             | Till Lindemann     | Peter Tägtgren                 | 4:12               |
| 5.                 | „Children Of The Sun” | Till Lindemann     | Peter Tägtgren                 | 3:40               |
| 6.                 | „Home Sweet Home”     | Till Lindemann     | Peter Tägtgren                 | 3:45               |
| 7.                 | „Cowboy”              | Till Lindemann     | Peter Tägtgren                 | 3:11               |
| 8.                 | „Golden Shower”       | Till Lindemann     | Peter Tägtgren                 | 4:25               |
| 9.                 | „Yukon”               | Till Lindemann     | Peter Tägtgren                 | 4:44               |
| 10.                | „Praise Abort”        | Till Lindemann     | Peter Tägtgren                 | 4:44               |
| 11.                | „That's My Heart”     | Till Lindemann     | Peter Tägtgren, Clemens Wijers | 4:35               |
|                    |                       |                    |                                | 45:01              |

## Twórcy
Opracowano na podstawie materiału źródłowego.

- Till Lindemann – wokal prowadzący
- Peter Tägtgren – wszystkie instrumenty, produkcja muzyczna, inżynieria dźwięku, aranżacje, miksowanie
- Jonas Kjellgren – gościnnie banjo (7)
- Jacob Hellner, Jonas Kjellgren – realizacja nagrań
- Pärlby Choir – chór
- Clemens Wijers – orkiestracje
- Tom van Heesch – edycja cyfrowa
- Stefan Glaumann – miksowanie
- Svante Forsbäck – mastering
- Heilemania – zdjęcia
- Rocket & Wink – oprawa graficzna
- Boris Schade – konsultacje prawne
- Birgit Fordyce, Stefan Mehnert – management

## Listy sprzedaży
| Lista                | Kraj            | Pozycja |
| -------------------- | --------------- | ------- |
| ARIA Charts          | Australia       | 6       |
| Media Control Charts | Niemcy          | 1       |
| UK Albums Chart      | Wielka Brytania | 35      |